# Gustavo Aguirre
Gustavo Hernando Aguirre, född 8 april 1977, är en argentinsk friidrottare som tävlade i kort- och medeldistanslöpning. Han deltog vid olympiska sommarspelen 2000.
Aguirre blev argentinsk mästare åtta gånger på 400 meter (1996, 1997, 1998, 1999, 2000, 2001, 2002 och 2003) samt två gånger på 800 meter (1999 och 2000).